# McDonald Heights
Die McDonald Heights sind ein großer und hauptsächlich verschneiter Gebirgszug an der Grenze zwischen Hobbs- und Ruppert-Küste im westantarktischen Marie-Byrd-Land. Sie erstrecken sich bei einer Höhe von bis zu 1000 m über eine Länge von 56 km zwischen Kap Burks und dem Morris Head. Begrenzt werden sie südlich durch den Hull-, den Kirkpatrick- und den Johnson-Gletscher.
Luftaufnahmen entstanden bei der United States Antarctic Service Expedition (1939–1941). Die Besatzung des Eisbrechers Glacier untersuchte und kartierte das Gebirge im Februar 1962. Der United States Geological Survey nahm 1965 eine detaillierte Kartierung vor. Das Advisory Committee on Antarctic Names benannte die Heights 1966 nach Edwin Anderson McDonald (1907–1988), stellvertretender Kommandeur der Unterstützungseinheiten der United States Navy in Antarktika im Jahr 1962 und Leiter der Forschungsgruppe auf der USS Glacier.